# Scyliorhinus torrei
Espèce
Répartition géographique
Statut de conservation UICN

 LC  : Préoccupation mineure
Scyliorhinus torrei est une espèce de requins.